# Красногорский Богородицкий монастырь
Красного́рский Богоро́дицкий монасты́рь — ныне недействующий православный монастырь в Архангельской области близ посёлка Пинега.

## История
Основан на Чёрной горе у Пинежского Волока. Его основание относится к 1603 году, но грамота на основание монастыря была получена от Василия Шуйского в августе 1606 года.
До 1630-х годов назывался Черногорским монастырём. Основатель монастыря Макарий Красногорский принёс в обитель список Владимирской иконы Божией Матери.
Вскоре после основания монастырь попал под покровительство богатого ярославского купца Егора Третьяка Лыткина. По его инициативе в 1629 году сюда была перенесена Грузинская икона Божией Матери, после чего монастырь стал привлекать многочисленных богомольцев. Лыткин делал в монастырь богатые вклады деньгами, церковной утварью, богослужебными книгами (пожертвовал более 100 книг, причём 73 из них были переписаны им самим). Лыткин выстроил в монастыре по своему плану новую церковь.
В 1640 году умер основатель монастыря — преподобный Макарий Красногорский. Место его погребения ныне утрачено.
В конце XVIII века игуменом Красногорского монастыря был назначен отец Иоасаф, который хотя и много сделал для улучшения хозяйственного положения монастыря, но жил слишком роскошно, выстроил себе новые обширнейшие кельи, продавал на сторону для покрытия своих расходов из монастыря богослужебные книги, допустил и братию до слишком свободной жизни, причём монахи стали для увеличения своих доходов крестить и исполнять другие требы, принадлежащие собственно только священникам; 17 февраля 1694 года преосвященный Афанасий сменил Иоасафа, запретил ему священнослужение и отослал под строгий надзор в Сийский монастырь.
В 1695 году обитель пережила пожар. В 1714 году на территории монастыря был похоронен князь Василий Голицын, скончавшийся в Пинеге. Со времени реформы 1764 года — заштатный монастырь.
В 1920 году Красногорский монастырь был разорён и закрыт. Судьба обеих монастырских икон — Грузинской и Владимирской — неизвестна. Список Грузинской иконы с XVII века привлекает паломников в Раифский Богородицкий монастырь под Казанью.
В зданиях монастыря располагалась коммуна, потом — лагерь отдыха для детей. До 1990-х годов в уцелевших монастырских постройках размещался психоневрологический интернат.
В 2006 году были восстановлены жилое здание монастыря, его пристройки и обустроена прилегающая территория (в основном для нужд туристического комплекса «Красная Горка»). Через некоторое время восстановленные корпуса снова пострадали от пожара.